# Pistola Lancaster
El Lancaster Pistol era una pistola multi-canó (de 2 o 4 canons) produït a Anglaterra a mitjans del segle xix, amb una varietat de calibres de pistola de percussió central—principalment .38 S&W, .450 Adams, .455 Webley, i .577 inch.

## Descripció
Sigui un modernised versió de les pistoles pepper-box popular en el primerenc-mid segle xix. A diferència d'aquestes pistoles més primerenques, el qual va tenir gorra de percussió ignition el Lancaster era chambered pel llautó més modern cartutxos. Va tenir un índex més ràpid de foc que el revòlver d'Adams d'assumpte estàndard i era sovint cabut amb un Tranter-gallet de tipus per vèncer l'atracció pesada del percussor rotatiu.
De vegades classificat com a Howdah pistol, el popularitat gaudida per la pistola Lancaster amb agents britànics a l'Índia i Àfrica durant el britànic Raj per causa del seu ràpid índex de foc i fiabilitat augmentada sobre els revòlvers contemporanis. Revòlvers diferents, no filtra el gas quan acomiadat de llavors ençà no hi ha cap buit entre la cambra i el canó.
El seu ammunition va tenir més gran potència d'aturada que el contemporani Beaumont –Adams i revòlvers Colt Navy del Colt, fent-lo ideal per la guerra colonial. Quan fent front a cobrant tribesmen com el Zulus o Ansar (el tan-cridat sudanès Dervishes), més modern ammunition va tendir per anar completament l'enemic que mantindria anar. Quin va ser necessitat era una bala d'avantatge pesada que allotjaria en el seu cos i abaixar-los.
Sigui finalment desplaçat pel diversos Webley revòlvers en el segle xix tardà, mentre els revòlvers esdevenien més fiables i més ràpids a reload, per això traient molts dels avantatges del multi-disseny de tonell. Uns quants eren encara dins utilitzar tan tard mentre Primera Guerra Mundial, i eren bé sabut per ser solidly construït i fàcil de mantenir.